# Film:riss
film:riss war ein Filmfestival für studentische Filme, das von 2001 bis 2010 jährlich in Salzburg stattfand.

## Geschichte und Ausrichtung
Das Festival wurde 2001 gegründet und war zunächst die lokale Präsentationsplattform für die Filmarbeiten von Salzburger Studenten. Seit 2005 verstand sich film:riss als das nationale Filmfestival für Filmschaffende aus universitärem Umfeld in ganz Österreich. 2010 fand die letzte Festivalausgabe statt.
Veranstaltungsort war das Haus für Gesellschaftswissenschaften der Universität Salzburg. Festivalleiter waren Dominik Tschütscher und Stefan Deller. 

## Filmpreise

### Jurypreise
Von getrennten Jurys wurden Filmpreise in den Kategorien Fiktion, Dokumentation und Kunstfilm vergeben.
| Jahr | Fiktion | Dokumentation                                                                                        | Kunstfilm |
| ---- | --- | --- | --- |
| 2001 | Raumstation Kuhbase (Regie: Markus Loder-Taucher, Walter Michael Rafelsberger)                               | Der Zeremonienmeister (Regie: Djorde Cenic, Simon Loidl, Peter März, Florian Schwanninger)           | kein Wettbewerb                                                                                                   |
| 2002 | ex aequo: Pseudo Fett OG7 (Regie: Matthias Gugler, Erich Obal) / Claudio NICHT! (Regie: Robert Schwarzbauer) | Leben in Klein Istanbul (Regie: Hans-Peter Lacher, Johannes Hofinger, Anton Tadic, Nicole Wiesinger) | any sensation that continues without a pause will eventually be perceived as painful (Regie: Manuela Mitterhuber) |
| 2003 | Hr. Akles (Regie: M. Riegler, C. Reuberger)                                                                  | villar zum hl. st. ritzius (Regie: Bernhard Braunstein, Martin Hasenöhrl)                            | Simultaneous (Regie: Srecko Miljkovic)                                                                            |
| 2004 | Der achte Tag (Regie: Matthias Gugler, Erich Obal, Viktor Schaider)                                          | Grünland (Regie: Bernhard Braunstein, Martin Hasenöhrl, Michael Maislinger)                          | MONTA „Is it over“ (Regie: Jakob Kubizek, Wolfgang Maier, Gregor Hofbauer)                                        |
| 2005 | Echos (Regie: Michael Ramsauer)                                                                              | Nohelia (Regie: Stefan Bohun)                                                                        | Tele-Dialog (Regie: Veronika Schubert)                                                                            |
| 2006 | Lektion von alltäglichem Pathos (Regie: Daniel Hoesl)                                                        | Mensch Puppchen Berlin (Regie: Andreas Bleckmann, Alexander Naringbauer, Anna Schuber)               | Arbeit 2.0 (Regie: Clemens Kogler)                                                                                |
| 2007 | Her mit dem schönen Leben (Regie: Johanna Moder)                                                             | Nach der Eishöhle (Regie: Lukas Marxt, Michael Petri)                                                | Doublage (Regie: Iris Blauensteiner)                                                                              |
| 2008 | Tata Morgana (Regie: Sinisa Vidovic)                                                                         | kein Wettbewerb                                                                                      | Vertigo Rush (Regie: Johann Lurf)                                                                                 |
| 2009 | Elefantenhaut (Regie: Severin Fiala, Ulrike Putzer)                                                          | Dacia Express (Regie: Michael Schindegger)                                                           | nicht vergeben |
| 2010 | Talleres Clandestinos (Regie: Catalina Molina)                                                               | kein Wettbewerb                                                                                      | Laokoongruppe: Walzerkönig (Regie: Adnan Popovic)                                                                 |

Der spec_script Award für das beste unverfilmte Drehbuch wurde 2008, 2009 und 2010 vergeben:
- 2008: Abgestempelt (Drehbuch: Michael Rittmannsberger)
- 2009: Die Welt wie sie mir gefällt (Drehbuch: Anna Katharina Wohlgenannt)
- 2010: Schwitzen (Regie: Iris Blauensteiner)

Der Förderpreis Arbeitswelten wurde 2008, 2009 und 2010 vergeben:
- 2008: Tata Morgana (Regie: Sinisa Vidovic)
- 2009: Elefantenhaut (Regie: Severin Fiala, Ulrike Putzer)
- 2010: Talleres Clandestinos (Regie: Catalina Molina)

Der Hubert-Sielecki-Preis für den besten Animationsfilm, der auch auf den Filmfestivals Vienna Independent Shorts, Tricky Women und K3 Kurzfilmfestival Villach verliehen wird, wurde bei film:riss 2009 und 2010 vergeben: 
- 2009: Memory (Regie: Mirjam Baker, Michael Kren)
- 2010: Der Zusammenhang (Regie: Katharina Wahl, Christian Höller)

### Publikumspreise
Von 2001 bis 2004 wurden Publikumspreise in der Kategorie Erstlingswerk vergeben: 
- 2001: Coldplay – Trouble (Regie: Judit Stassak, Kathi Petrowsky, Dominik Tschütscher)
- 2002: Im Bett mit Extremnuss (Regie: Sabine Auer, Ljiliana Radovac, Bettina Schmelzenbacher)
- 2003: Lili Marleen (Regie: E. Stift, S. Stummer, V. Faißner, M. Handlechner)
- 2004: (K)ein Film (Regie: Teresa Achleitner, Sabine Distl, Jasmine Loidl, Daniel Weissensteiner)

Seit 2005 bestand das Panorama, in dem – analog zu Jurypreisen – Publikumspreise in den Kategorien Fiktion, Dokumentation und Kunstfilm vergeben wurden. 
| Jahr | Fiktion                                                                                     | Dokumentation                                                                                         | Kunstfilm                                                         |
| ---- | ------------------------------------------------------------------------------------------- | --- | ----------------------------------------------------------------- |
| 2005 | Bloody Fish (Regie: Anna-Maria Jung)                                                        | Bodenprobe (Regie: Martin Komarek, Sophie Huber)                                                      | Die Springer: Süße Lügen (Regie: Raoul Schmitz, Magdalena Berger) |
| 2006 | Keiner tanzt für den Kaiser (Regie: Sigrid Nagele)                                          | Tränen der Freiheit (Regie: Julia Bachleitner, Kathrin Bachleitner, Verena Egger, Eva-Maria Scholl)   | Der berechnete Ton (Regie: Marlies Pöschl)                        |
| 2007 | Schlaflos (Regie: Christian Genzel)                                                         | Punx Not Dead (Regie: Peter Jaitz)                                                                    | Spielwiese (Regie: Thomas Hütter)                                 |
| 2008 | McFinnen & Wallace (Regie: Robert Spindler)                                                 | Pick Wien an (Regie: David Paede, Barbara Sas)                                                        | Onde Sonore (Regie: Martina Stiftinger)                           |
| 2009 | Die Schnapsidee (Regie: Xaver Daller, Alexander Herrmann, Jakob Barth, Sebastian Prittwitz) | Armutszeugnis – Kein Salz in der Suppe (Regie: Johannes Gierlinger, Philipp Kleibel, Patrick Lochner) | Until I Find You – Bis ich dich finde (Regie: Kristina Pulejkova) |
| 2010 | Ein Tisch ist ein Tisch (Regie: Remo Rauscher)                                              | Kick Off (Regie: Hüseyin Tabak)                                                                       | You’re Out (Regie: Max Liebich)                                   |